# Forsyth County (North Carolina)
Forsyth County ist ein County im Bundesstaat North Carolina der Vereinigten Staaten. Der Verwaltungssitz (County Seat) ist Winston-Salem, das nach Joseph Winston benannt wurde, einem Major während des Amerikanischen Unabhängigkeitskrieges.

## Geographie
Das County liegt im mittleren Nordwesten, ist im Norden etwa 40 km von Virginia entfernt und hat eine Fläche von 1069 Quadratkilometern, wovon 9 Quadratkilometer Wasserfläche sind. Es grenzt im Uhrzeigersinn an folgende Countys: Stokes County, Guilford County, Davidson County, Davie County, Yadkin County und Surry County.
Forsyth County ist in 14 Townships aufgeteilt: Abbotts Creek, Belews Creek, Bethania, Broadbay, Clemmons, Kernersville, Lewisville, Middle Fork, Old Richmond, Salem Chapel, South Fork, Vienna, Walkertown und Winston-Salem.

## Geschichte
Forsyth County wurde 1849 aus Teilen des Stokes County gebildet. Benannt wurde es nach Colonel Benjamin Forsyth, einem Großgrundbesitzer in dieser Gegend, der im Britisch-Amerikanischen Krieg getötet wurde.

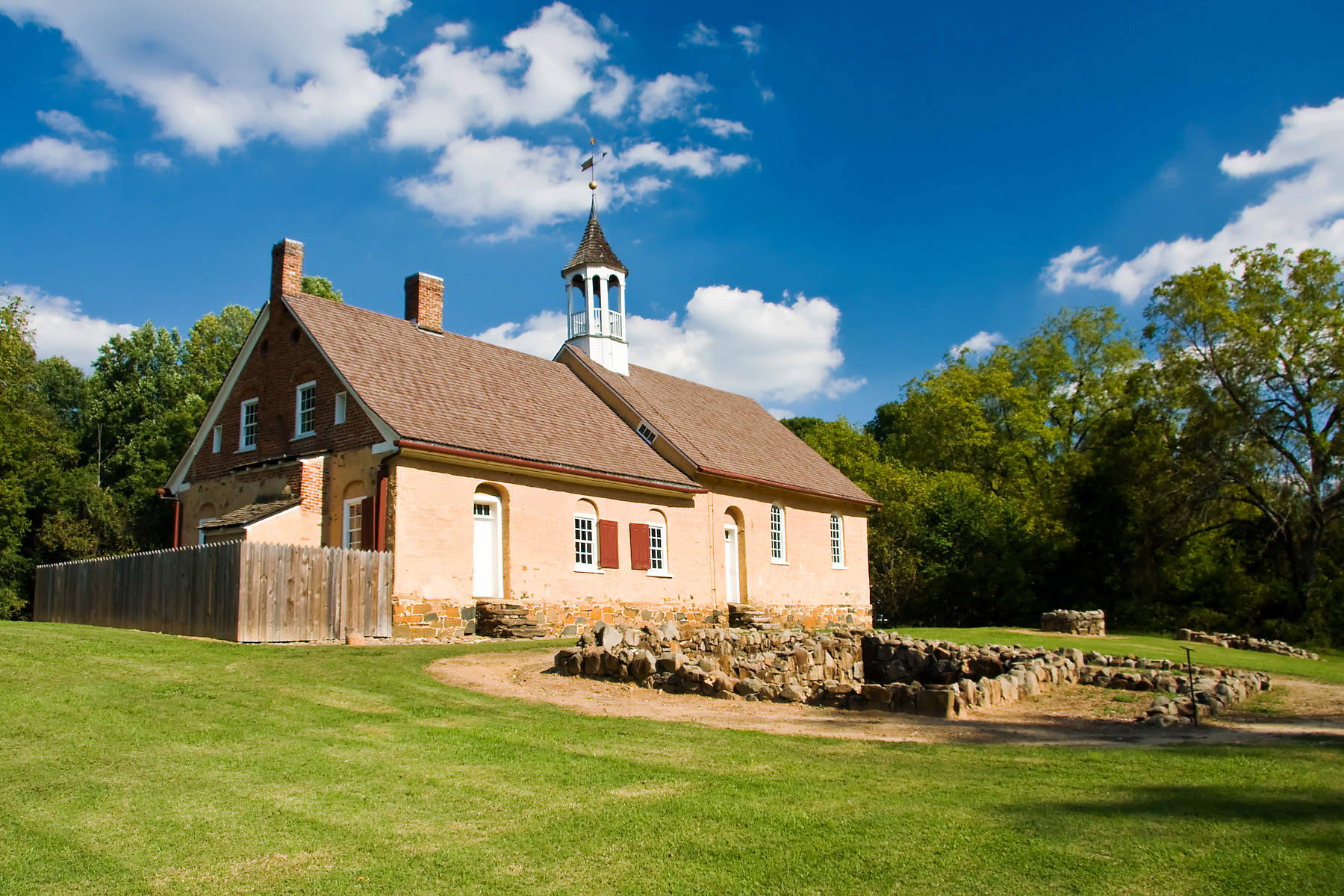
Die Bethabara Moravian Church im Bethabara Historic District, der einer von vier National Historic Landmarks im County ist.

Im County liegen vier National Historic Landmarks, drei davon sind Historic Districts. 97 Bauwerke und Stätten des Countys sind insgesamt im National Register of Historic Places eingetragen (Stand 2. März 2018).

## Demografische Daten
Nach der Volkszählung im Jahr 2000 lebten im Forsyth County 306.067 Menschen. Davon wohnten 9.949 Personen in Sammelunterkünften, die anderen Einwohner lebten in 123.851 Haushalten und 81.741 Familien. Die Bevölkerungsdichte betrug 289 Einwohner pro Quadratkilometer. Ethnisch betrachtet setzte sich die Bevölkerung zusammen aus 68,47 Prozent Weißen, 25,61 Prozent Afroamerikanern, 0,30 Prozent amerikanischen Ureinwohnern, 1,04 Prozent Asiaten, 0,03 Prozent Bewohnern aus dem pazifischen Inselraum und 3,25 Prozent aus anderen ethnischen Gruppen; 1,30 Prozent stammten von zwei oder mehr Ethnien ab. 6,40 Prozent der Bevölkerung waren spanischer oder lateinamerikanischer Abstammung.
Von den 123.851 Haushalten hatten 30,5 Prozent Kinder unter 18 Jahren, die bei ihnen lebten. 48,9 Prozent davon waren verheiratete, zusammenlebende Paare, 13,5 Prozent waren allein erziehende Mütter und 34,0 Prozent waren keine Familien. 28,9 Prozent waren Singlehaushalte und in 9,3 Prozent lebten Menschen mit 65 Jahren oder älter. Die Durchschnittshaushaltsgröße betrug 2,39 und die durchschnittliche Familiengröße war 2,94 Personen.
23,9 Prozent der Bevölkerung waren unter 18 Jahre alt. 9,6 Prozent zwischen 18 und 24 Jahre, 31,1 Prozent zwischen 25 und 44 Jahre, 22,8 Prozent zwischen 45 und 64, und 12,6 Prozent waren 65 Jahre alt oder Älter. Das Durchschnittsalter betrug 36 Jahre. Auf alle weibliche Personen kamen 91,5 männliche Personen. Auf alle Frauen im Alter von 18 Jahren oder darüber kamen 87,4 Männer.
Das jährliche Durchschnittseinkommen eines Haushalts betrug 42.097 US-$ und das jährliche Durchschnittseinkommen einer Familie betrug 52.032 $. Männer hatten ein durchschnittliches Einkommen von 36.158 $, Frauen 27.319 $. Das Prokopfeinkommen betrug 23.023 $. 11,0 Prozent der Bevölkerung und 7,9 Prozent der Familien lebten unterhalb der Armutsgrenze. Darunter waren 15,1 Prozent der Kinder und Jugendlichen unter 18 Jahren und 9,7 Prozent der Personen ab 65 Jahren.

## Größte Städte
- Bethania
- Clemmons
- Kernersville
- Lewisville
- Rural Hall
- Tobaccoville
- Walkertown
- Winston-Salem